# Acrocercops theaeformisella
Acrocercops theaeformisella is een vlinder van de familie van de mineermotten (Gracillariidae). De wetenschappelijke naam van deze soort is voor het eerst voorgesteld door Pierre Viette in een publicatie uit 1956.

## Verspreiding
De soort komt voor op Madagaskar.

## Waardplanten
De rups leeft op Aphloia theiformis (Aphloiaceae).